# Joseph Boyd Poindexter

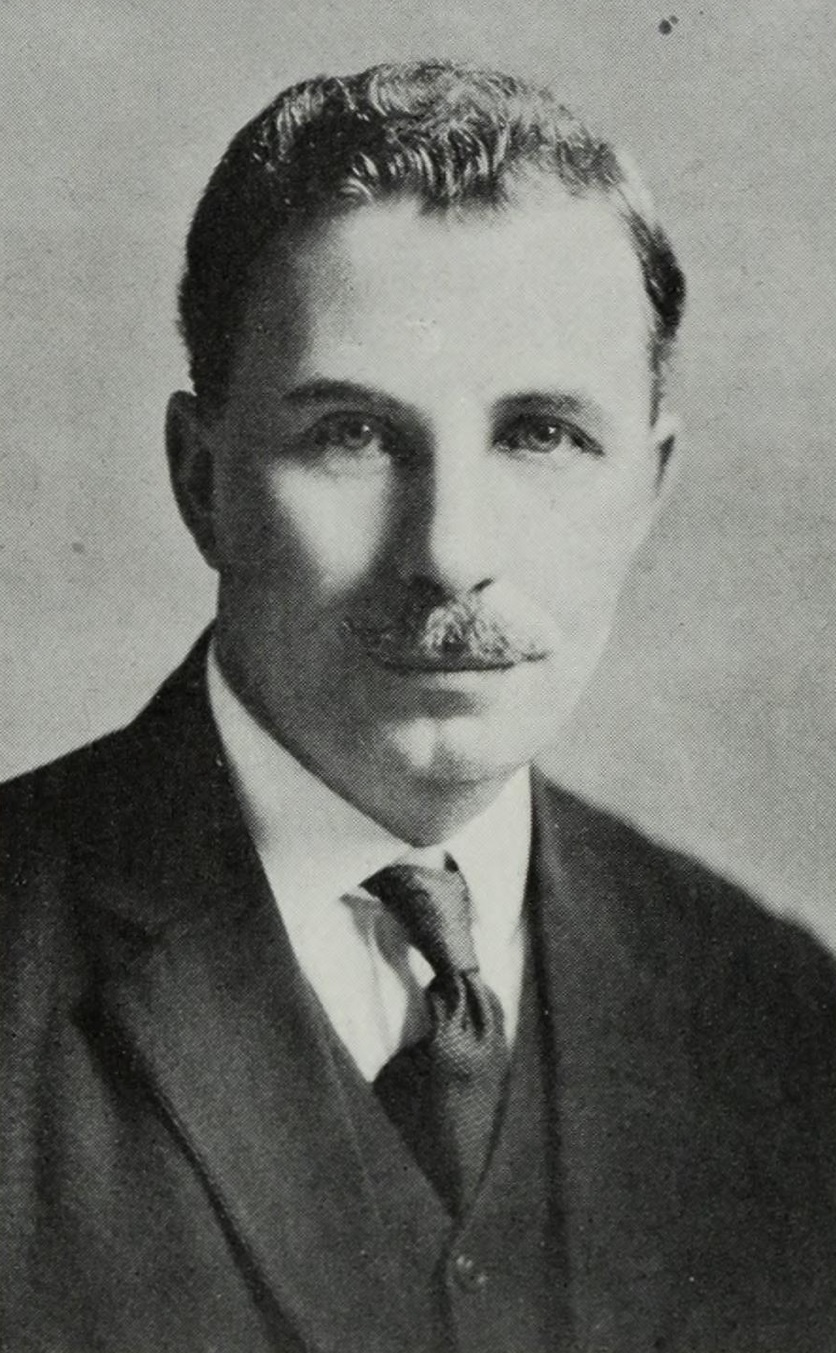
Joseph Boyd Poindexter

Joseph Boyd Poindexter (* 14. April 1869 in Canyon City, Grant County, Oregon; † 3. Dezember 1951 in Honolulu, Hawaii-Territorium) war der achte Gouverneur des Hawaii-Territoriums und hatte dieses Amt von 1934 bis 1942 inne. Vor seiner Ernennung war Poindexter Bundesrichter.

## Werdegang
Joseph Poindexter besuchte die Ohio Wesleyan University und machte seinen Bachelor of Laws an der Washington University in St. Louis, Missouri. Seine Zulassung als Anwalt bekam er 1892 an dem Montana Gericht und war später Bezirksstaatsanwalt (County Attorney) im Beaverhead County, Montana zwischen 1897 und 1903. Danach war er zwischen 1909 und 1915 Bezirksrichter in Montana und von 1915 bis 1917 Attorney General des Staates.
1917 ernannte Präsident Woodrow Wilson den Demokraten Poindexter zum United States District Judge für Hawaii. Poindexter war in diesem Amt vom 14. Mai 1917 bis zum 16. Februar 1924. Anschließend praktizierte er wieder als Anwalt in Hawaii bis zum 1. März 1934, als ihn Präsident Franklin D. Roosevelt zum achten Territorialgouverneur von Hawaii ernannte. Ein gemeinschaftlicher Kongressausschuss besuchte 1937 Hawaii und unterbreitete im Februar 1938 einen Bericht mit der Befürwortung eines Volksentscheid über Hawaiis Eigenstaatlichkeit (engl. statehood). In dem Volksentscheid, der am 5. November 1940 abgehalten wurde, sprach sich die Wählerschaft für die Eigenstaatlichkeit von Hawaii aus.
Poindexter wurde erneut im März 1938 durch den Präsidenten Roosevelt in das Amt des Gouverneurs eingesetzt. Er war damit der zweite Gouverneur, der eine zweite Amtszeit bis dahin innehatte. In den unmittelbaren Folgen durch den japanischen Angriff auf Pearl Harbor am 7. Dezember 1941 stellte Poindexter das Territorium unter Kriegsrecht und erlaubte dem US-Militär eine Militärregierung zu bilden. Die Militärregierung bestand bis 1943. Nachdem seine Amtszeit abgelaufen war, verblieb Poindexter bis zum 24. August 1942 im Amt bis sein Nachfolger, Ingram M. Stainback, bestätigt wurde.
Poindexter nahm, nachdem er das Gouverneursamt verlassen hatte, wieder seine Tätigkeit als Anwalt auf. Im Juli 1943 ernannte ihn das Hawaii Supreme Court zum Verwalter (engl. trustee) von der Bernice Pauahi Bishop Estate (heute Kamehameha Schools), eine Funktion, die er bis zu seinem Tod am 3. Dezember 1951 in Honolulu, Hawaii innehatte.